# Nebenanlage (Nationalstrassenverordnung)

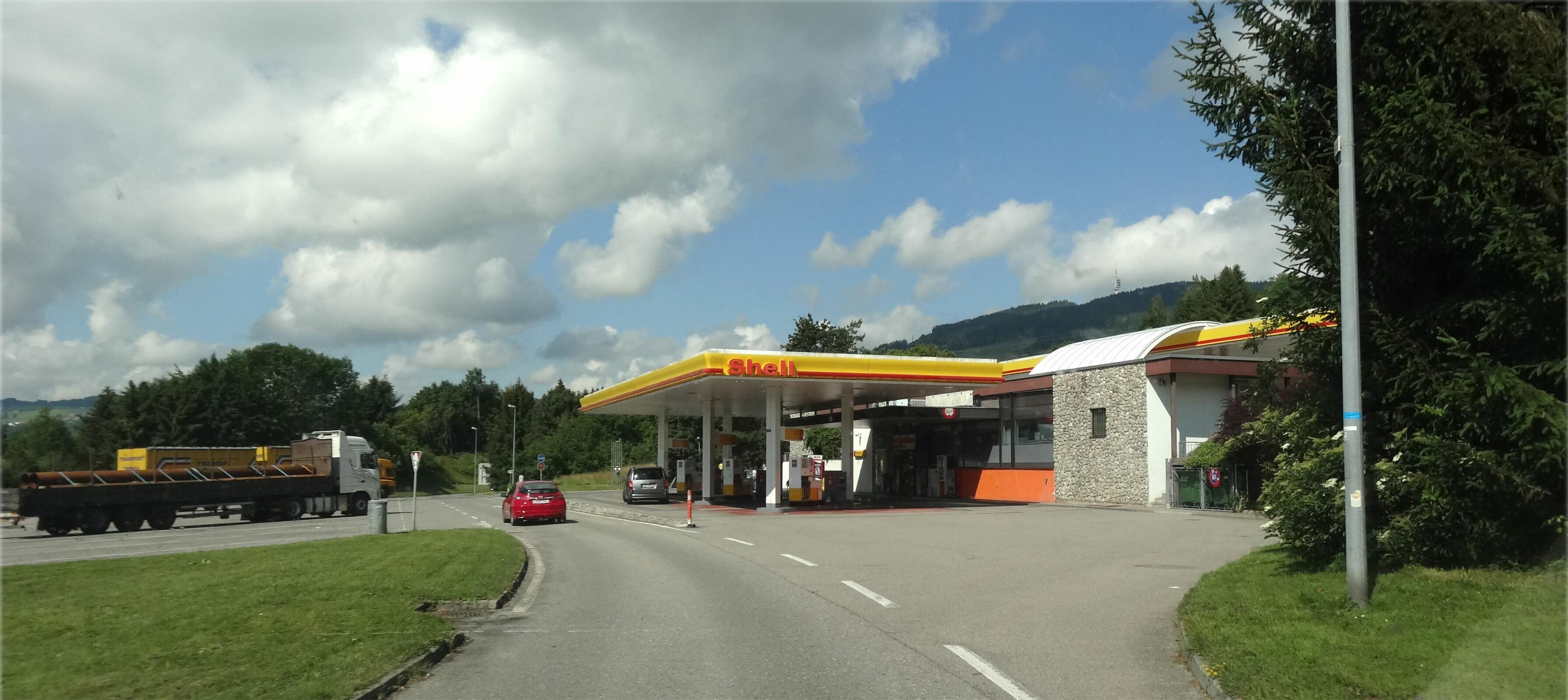
Le Relais de la Gruyère an der A12 bei Pont-en-Ogoz

Als Nebenanlagen (französisch installations annexes, italienisch impianti accessori) im Sinne von Artikel 6 der Nationalstrassenverordnung der Schweiz gelten «Versorgungs‑, Verpflegungs- und Beherbergungsbetriebe (Raststätten) und Tankstellen sowie die dazugehörigen Parkplätze». Von Nebenanlagen sind einfache Rastplätze (französisch aires de repos, italienisch aree di sosta, Art. 7) ohne besondere Infrastruktur zu unterscheiden. 
Nebenanlagen mit ihren Zu- und Abfahrten sowie Erschliessungswegen sind Bestandteil der Nationalstrassen (Art. 2); die Zufahrt von aussen mit Motorfahrzeugen ist Lieferanten und Personal vorbehalten, ein Zugang durch Fussgänger hingegen ist möglich. Alle Nebenanlagen müssen über eine behindertengerechte Toilette verfügen; diese ist täglich 24 Stunden offen zu halten. Sofern eine Tankstelle zur Nebenanlage gehört, so ist diese ebenfalls 24 Stunden offen zu halten.
Von 1964, als die erste Nationalstrassenverordnung in Kraft trat, bis 2020 galt die Bestimmung, dass kein Alkohol ausgeschenkt oder verkauft werden darf, zudem war zwischen 1972 und 2020 die Einrichtung eines Telefons vorgeschrieben.
Die Standorte werden vom UVEK nach Anhörung der Kantone festgelegt. Entlang der Schweizer Nationalstrassen gibt es 49 Raststätten.